# تيفاني هاس
تيفاني هاس (بالإنجليزية: Tiffany Haas)‏ هي لاعبة كرة لينة أمريكية، ولدت في 11 أكتوبر 1983 في سانتا آنا في الولايات المتحدة.